# Глушківська сільська рада (Куп'янський район)
Глушкі́вська сільська́ ра́да — адміністративно-територіальна одиниця та орган місцевого самоврядування в Куп'янському районі Харківської області. Адміністративний центр — село Глушківка.

## Загальні відомості
- Глушківська сільська рада утворена в 1923 році.
- Територія ради: 68,48 км²
- Населення ради: 1 356 осіб (станом на 2001 рік)
- Територією ради протікає річка Оскіл.

## Населені пункти
Сільській раді були підпорядковані населені пункти:
- с. Глушківка
- с. Колісниківка

### Колишні населені пункти
- Бодрівка

## Склад ради
Рада складалася з 16 депутатів та голови.
- Голова ради: Пивоваров Микола Олександрович
- Секретар ради: Усердова Надія Борисівна

### Керівний склад попередніх скликань
| Прізвище, ім'я, по батькові    | Основні відомості                                               | Дата обрання | Дата звільнення |
| ------------------------------ | --------------------------------------------------------------- | ------------ | --------------- |
| Рожнов Олександр Іванович      | Сільський голова, 1964 року народження, безпартійний            | 26.03.2006   | 31.10.2010      |
| Пивоваров Микола Олександрович | Сільський голова, 1963 року народження, освіта незакінчена вища | 31.10.2010   |                 |

Примітка: таблиця складена за даними сайту Верховної Ради України

### Депутати
За результатами місцевих виборів 2010 року депутатами ради стали:

#### За суб'єктами висування
| Суб'єкт висування                                       | Кількість обраних депутатів | %    |
| ------------------------------------------------------- | --------------------------- | ---- |
| Партія регіонів                                         | 8                           | 50   |
| Комуністична партія України                             | 4                           | 25   |
| Політична партія Всеукраїнське об'єднання «Батьківщина» | 2                           | 12,5 |
| Політична партія «Сильна Україна»                       | 1                           | 6,3  |
| Самовисування                                           | 1                           | 6,3  |

#### За округами
| № округу                                                | Прізвище, ім'я, по батькові     | Дата визнання обраним | Освіта             | Партійна приналежність                        | Відомості про обраного депутата                                  |
| ------------------------------------------------------- | ------------------------------- | --------------------- | ------------------ | --------------------------------------------- | ---------------------------------------------------------------- |
| Комуністична партія України                             |                                 |                       |                    |                                               |                                                                  |
| 4                                                       | Єрмоленко Людмила Михайлівна    | 03.11.2010            | середня            | позапартійна                                  | СТОВ «Мрія», оператор молоко-сховища                             |
| 5                                                       | Лобанова Наталія Федорівна      | 03.11.2010            | середня спеціальна | позапартійна                                  | пенсіонер                                                        |
| 6                                                       | Щирий Олександр Станіславович   | 03.11.2010            | середня спеціальна | позапартійний                                 | підприємець                                                      |
| 9                                                       | Шевцов Олександр Сергійович     | 03.11.2010            | середня спеціальна | позапартійний                                 | тимчасово не працює                                              |
| Партія регіонів                                         |                                 |                       |                    |                                               |                                                                  |
| 1                                                       | Сядристий Володимир Миколайович | 03.11.2010            | середня спеціальна | позапартійний                                 | тимчасово не працює                                              |
| 3                                                       | Усердова Надія Борисівна        | 03.11.2010            | вища               | позапартійна                                  | Глушківська сільська рада, секретар сільської ради               |
| 7                                                       | Слива Микола Федорович          | 03.11.2010            | вища               | позапартійний                                 | пенсіонер                                                        |
| 10                                                      | Фесенко Владислав Іванович      | 03.11.2010            | середня спеціальна | позапартійний                                 | пенсіонер                                                        |
| 11                                                      | Костюк Ніна Іванівна            | 03.11.2010            | середня спеціальна | позапартійна                                  | Глушків-ська сільська рада, головний бухгалтер                   |
| 12                                                      | Ткаченко Максим Вікторович      | 03.11.2010            | середня спеціальна | позапартійний                                 | тимчасово не працює                                              |
| 15                                                      | Хаустов Володимир Сергійович    | 03.11.2010            | середня спеціальна | позапартійний                                 | пенсіонер                                                        |
| 16                                                      | Кириленко Юлія Степанівна       | 03.11.2010            | середня спеціальна | член Партії регіонів                          | Колісниківський бібліотечний філіал Куп"янської ЦБС, завідувачка |
| Політична партія Всеукраїнське об'єднання «Батьківщина» |                                 |                       |                    |                                               |                                                                  |
| 13                                                      | Бойченюк Наталя Петрівна        | 03.11.2010            | середня спеціальна | член Всеукраїнського об'єднання «Батьківщина» | Колісниківський фельдшерсько-акушерський пункт, завідувачка      |
| 14                                                      | Заїка Віра Пантеліївна          | 03.11.2010            | середня спеціальна | член Всеукраїнського об'єднання «Батьківщина» | ресторан ДН-5 ст. Куп"янськ-Вузловий, буфет-чиця                 |
| Політична партія «Сильна Україна»                       |                                 |                       |                    |                                               |                                                                  |
| 2                                                       | Щира Алла Василівна             | 03.11.2010            | вища               | член Політичної партії «Сильна Україна»       | Глушківська загальноосвітня школа I-III ст., вчитель             |
| Самовисування                                           |                                 |                       |                    |                                               |                                                                  |
| 8                                                       | Канцедал Ганна Вікторівна       | 03.11.2010            | вища               | позапартійна                                  | Глушківська загальноосвітня школа I-III ст., директор            |